# Domínio (virologia)
Em virologia, domínio (em inglês, realm) é a classificação taxonômica mais alta estabelecida para vírus pelo Comitê Internacional de Taxonomia de Vírus (ICTV), que supervisiona a taxonomia de vírus. Seis domínios de vírus são reconhecidos e unidos por traços específicos altamente conservados :
- Adnaviria, que contém vírus filamentosos arqueais com genomas de DNA de cadeia dupla (ds) de forma A que codificam uma proteína de cápside principal alfa-helicoidal única;
- Duplodnaviria, que contém todos os vírus dsDNA que codificam a proteína principal do capsídeo HK97 vezes;
- Monodnaviria, que contém todos os vírus de DNA de cadeia simples (ssDNA) que codificam uma endonuclease da superfamília HUH e seus descendentes;
- Riboviria, que contém todos os vírus de RNA que codificam a RNA polimerase dependente de RNA e todos os vírus que codificam a transcriptase reversa ;
- Ribozyviria, que contém vírus do tipo delta da hepatite com genomas ssRNA circulares de sentido negativo;
- e Varidnaviria, que contém todos os vírus dsDNA que codificam uma proteína principal do capsídeo vertical jelly roll.

A classificação do domínio corresponde à classificação do domínio usado para a vida celular, mas difere porque os vírus em um domínio não compartilham necessariamente um ancestral comum com base na descendência comum, nem os domínios compartilham um ancestral comum. Em vez disso, os domínios agrupam os vírus com base em características específicas que são altamente conservadas ao longo do tempo, que podem ter sido obtidas em uma única ocasião ou em várias ocasiões. Como tal, cada domínio representa pelo menos uma instância de vírus surgindo. Embora historicamente tenha sido difícil determinar relações evolutivas profundas entre vírus, no século 21 métodos como metagenômica e microscopia eletrônica criogênica permitiram que tais pesquisas ocorressem, o que levou ao estabelecimento de Riboviria em 2018, três domínios em 2019 e dois em 2020.

## Nomenclatura
Os nomes dos domínios consistem em uma primeira parte descritiva e no sufixo -viria, que é o sufixo usado para domínios de vírus. A primeira parte de Duplodnaviria significa "DNA duplo", referindo-se aos vírus dsDNA, a primeira parte de Monodnaviria significa "DNA único", referindo-se aos vírus ssDNA, a primeira parte de Riboviria é retirada do ácido ribonucléico ( RNA), e a primeira parte de Varidnaviria significa "vários DNA". Para viróides, o sufixo é designado como - viroidia, e para satélites, o sufixo é - satellitia, mas a partir de 2019 nem os domínios viróides nem satélites foram designados.

## Domínios

### Duplodnaviria

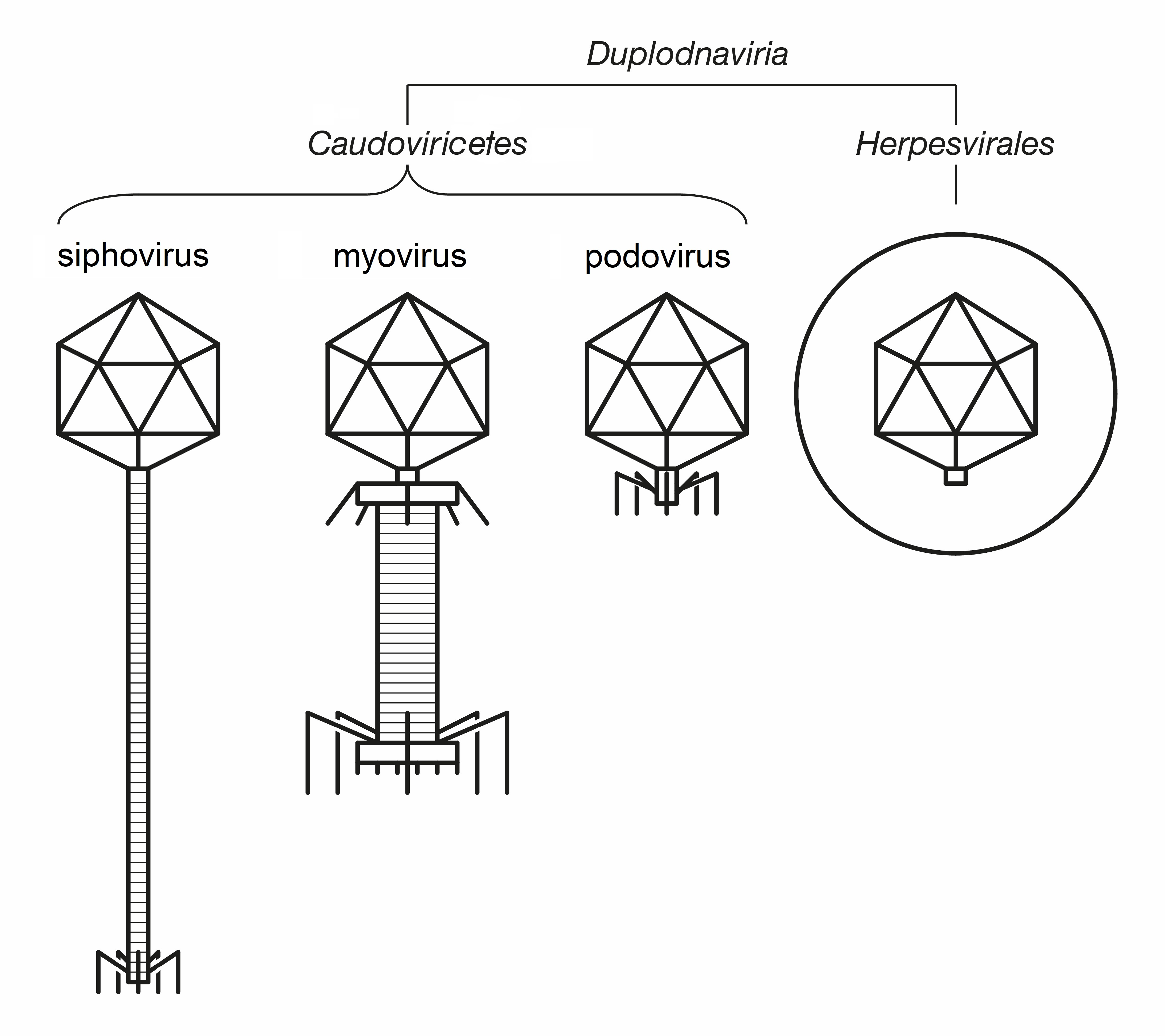
Amostra ilustrada de vírions Duplodnaviria

Duplodnaviria contém vírus de DNA de fita dupla (dsDNA) que codificam uma proteína principal do capsídeo (MCP) que possui a dobra HK97. Os vírus no domínio também compartilham várias outras características envolvendo o capsídeo e a montagem do capsídeo, incluindo uma forma de capsídeo icosaédrica e uma enzima terminase que empacota o DNA viral no capsídeo durante a montagem. Dois grupos de vírus estão incluídos no domínio: bacteriófagos com cauda, que infectam procariotos e são atribuídos à ordem Caudovirales, e herpesvírus, que infectam animais e são atribuídos à ordem Herpesvirales.
A relação entre caudovírus e herpesvírus não é certa, pois eles podem compartilhar um ancestral comum ou os herpesvírus podem ser um clado divergente de Caudovirales. Uma característica comum entre os duplodnavírus é que eles causam infecções latentes sem replicação, mas ainda podem se replicar no futuro. Bacteriófagos com cauda são onipresentes em todo o mundo, importantes na ecologia marinha, e objeto de muitas pesquisas. Herpesvírus são conhecidos por causar uma variedade de doenças epiteliais, incluindo herpes simplex, varicela e herpes zoster e sarcoma de Kaposi.

### Monodnaviria
Monodnaviria contém vírus de DNA de cadeia simples (ssDNA) que codificam uma endonuclease da superfamília HUH que inicia a replicação do círculo rolante e todos os outros vírus descendentes desses vírus. Os membros prototípicos do domínio são chamados de vírus CRESS-DNA e possuem genomas ssDNA circulares. Os vírus ssDNA com genomas lineares são descendentes deles e, por sua vez, alguns vírus dsDNA com genomas circulares são descendentes de vírus ssDNA lineares.
Os vírus CRESS-DNA incluem três reinos que infectam procariotos: Loebvirae, Sangervirae e Trapavirae. O reino Shotokuvirae contém vírus CRESS-DNA eucarióticos e membros atípicos de Monodnaviria. Os monodnavírus eucarióticos estão associados a muitas doenças e incluem papilomavírus e poliomavírus, que causam muitos tipos de câncer, e geminivírus, que infectam muitas culturas economicamente importantes.

### Riboviria
Riboviria contém todos os vírus de ARN que codificam uma ARN polimerase dependente de ARN (RdRp), atribuído ao reino Orthornavirae, e todos os vírus de transcrição reversa, ou seja, todos os vírus que codificam uma transcriptase reversa (RT), atribuído ao reino Pararnavirae. Essas enzimas são vitais no ciclo de vida viral, pois a RdRp transcreve o mRNA viral e replica o genoma, e a RT também replica o genoma. Riboviria contém principalmente vírus eucarióticos, e a maioria dos vírus eucarióticos, incluindo a maioria dos vírus humanos, animais e vegetais, pertencem ao domínio.
As doenças virais mais conhecidas são causadas por vírus em Riboviria, que inclui vírus influenza, HIV, coronavírus, ebolavírus e o vírus da raiva, bem como o primeiro vírus a ser descoberto, o vírus do mosaico do tabaco. Os vírus de transcrição reversa são uma fonte importante de transferência horizontal de genes por meio de se tornarem endogenizados no genoma de seu hospedeiro, e uma porção significativa do genoma humano consiste nesse DNA viral.

### Varidnaviria

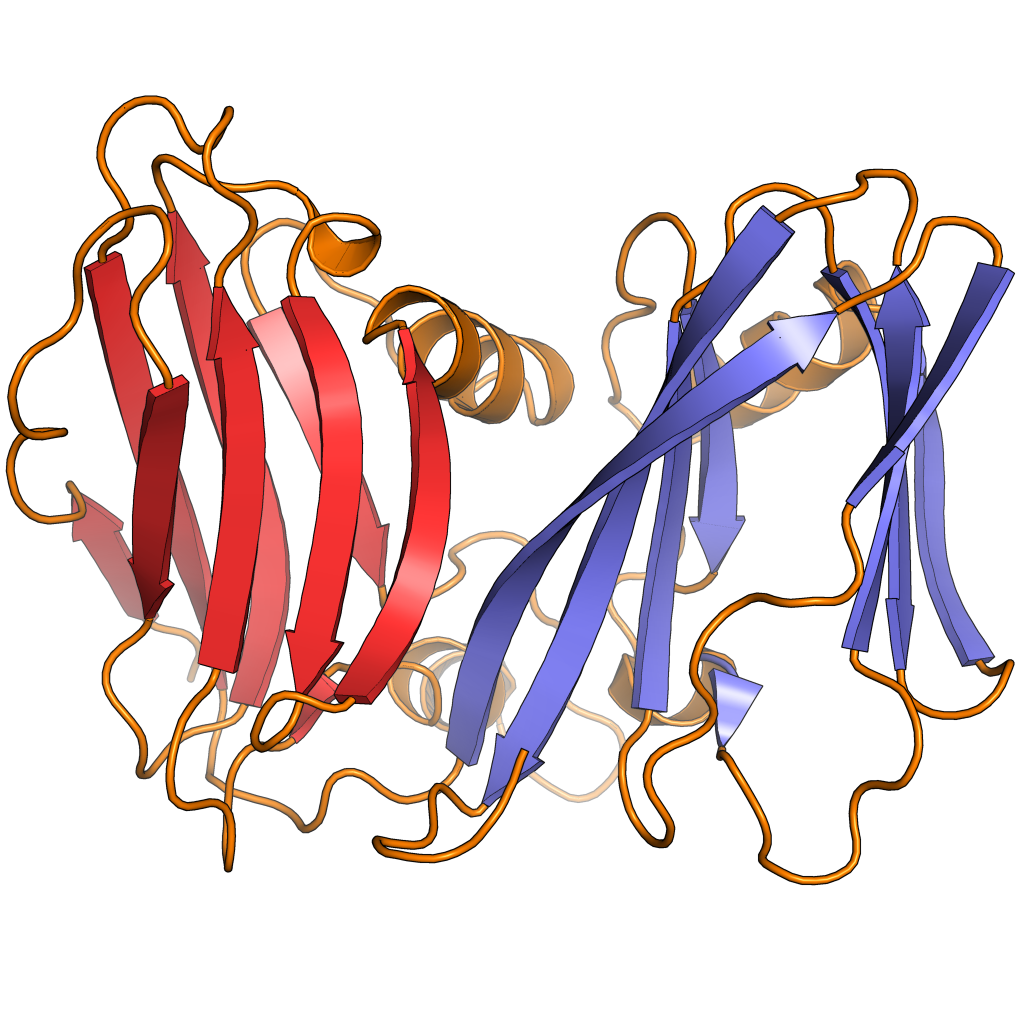
Um diagrama de fita do MCP do vírus Pseudoalteromonas PM2, com as duas dobras do rolo de gelatina coloridas em vermelho e azul

Varidnaviria contém vírus de DNA que codificam MCPs que têm uma estrutura dobrada em forma de rolo de gelatina na qual a dobra em rolo de geléia (JR) é perpendicular à superfície do capsídeo viral. Muitos membros também compartilham uma variedade de outras características, incluindo uma proteína menor do capsídeo que possui uma única dobra JR, uma ATPase que empacota o genoma durante a montagem do capsídeo e uma DNA polimerase comum. Dois reinos são reconhecidos: Helvetiavirae, cujos membros possuem MCPs com uma única dobra JR vertical, e Bamfordvirae, cujos membros possuem MCPs com duas dobras JR verticais.
Os vírus marinhos em Varidnaviria são onipresentes em todo o mundo e, como bacteriófagos com cauda, desempenham um papel importante na ecologia marinha. A maioria dos vírus de DNA eucarióticos identificados pertencem ao domínio. Notáveis vírus causadores de doenças em Varidnaviria incluem adenovírus, poxvírus e o vírus da peste suína africana. Os poxvírus têm sido altamente proeminentes na história da medicina moderna, especialmente o vírus Variola, que causou a varíola. Muitos varidnavírus são capazes de se tornar endogenizados, e um exemplo peculiar disso são os virófagos, que conferem proteção para seus hospedeiros contra vírus gigantes durante a infecção.

### Adnaviria
O Domínio Adnaviria unifica os vírus filamentosos arqueais com genomas lineares de DNA de fita dupla na forma A e as principais proteínas do capsídeo características não relacionadas àquelas codificadas por outros vírus conhecidos. O domínio atualmente inclui vírus de três famílias, Lipothrixviridae, Rudiviridae e Tristromaviridae, todos infectando arqueas hipertermofílicas. A hélice de nucleoproteínas dos adnavírus é composta por unidades assimétricas contendo duas moléculas de MCP, um homodímero no caso dos rudivirídeos e um heterodímero de MCPs parálogos no caso dos lipotrixvirídeos e tristromavirídeos. Os MCPs de partículas ligamenvirais têm uma única dobra helicoidal α encontrada pela primeira vez no MCP do vírus rudivirídeo Sulfolobus islandicus em forma de bastonete 2 (SIRV2). Todos os membros do Adnaviria compartilham uma característica em que a interação entre o dímero MCP e o genoma dsDNA linear mantém o DNA na forma A. Consequentemente, todo o genoma adota a forma A nos virions. Como muitos vírus estruturalmente relacionados nos dois outros domínios dos vírus dsDNA ( Duplodnaviria e Varidnaviria ), não há similaridade de sequência detectável entre as proteínas do capsídeo de vírus de diferentes famílias tokiviricete, sugerindo uma vasta diversidade não descrita de vírus nesta parte da virosfera.

### Riboziviria
A riboziviria é caracterizada pela presença de ribozimas genômicas e antigenômicas do tipo Deltavirus. Características comuns adicionais incluem uma estrutura semelhante a um bastonete e um "antígeno delta" de ligação ao RNA codificado no genoma.

## Origens
Em geral, os domínios dos vírus não têm relação genética entre si com base na descendência comum, em contraste com os três domínios da vida celular — Archaea, Bacteria e Eukarya — que compartilham um ancestral comum. Da mesma forma, os vírus dentro de cada domínio não são necessariamente descendentes de um ancestral comum, uma vez que os domínios agrupam os vírus com base em características altamente conservadas, não na ancestralidade comum, que é usada como base para a taxonomia da vida celular. Como tal, considera-se que cada domínio de vírus representa pelo menos uma instância de vírus surgindo. Por domínio:
- Adnaviria, sua origem é desconhecida, mas foi sugerido que os vírus de Adnaviria potencialmente existem há muito tempo, pois acredita-se que eles possam ter infectado o último ancestral comum archaeal.[30]
- Duplodnaviria é monofilético ou polifilético e pode ser anterior ao último ancestral comum universal (LUCA) da vida celular. A origem exata do domínio não é conhecida, mas o MCP HK97 dobrado codificado por todos os membros é, fora do domínio, encontrado apenas em encapsulinas, um tipo de nanocompartimento encontrado em bactérias, embora a relação entre Duplodnaviria e encapsulinas não seja totalmente compreendida.[2][31][30]
- Monodnaviria é polifilético e parece ter emergido várias vezes de plasmídeos circulares bacterianos e archaeais, que são moléculas de DNA extracromossômicas que vivem dentro de bactérias e archaeas e que se auto-replicam.[3][32]
- Riboviria é monofilético ou polifilético. A transcriptase reversa do reino Pararnavirae provavelmente evoluiu em uma única ocasião a partir de um retrotransposon, um tipo de molécula de DNA autorreplicante que se replica por meio da transcrição reversa. A origem do RdRp de Orthornavirae é menos certa, mas acredita-se que eles se originam de um íntron bacteriano do grupo II que codifica a transcriptase reversa ou antecedem o LUCA sendo descendentes do antigo mundo do RNA e precedem as transcriptases reversas da vida celular.[4][18][30] Um estudo maior (2022), onde novas linhagens (filos) foram descritas, foi a favor da hipótese de que os vírus de RNA descendem do mundo do RNA, sugerindo que os retroelementos da vida celular se originaram de um ancestral relacionado ao filo Lenarviricota e que os membros de um a recém-descoberta linhagem Taraviricota (filo) seriam os ancestrais de todos os vírus de RNA.[33]
- Ribozyviria sua origem é desconhecida. Foi proposto que eles podem ter derivado de retroenzimas (uma família de retrotransposons ) ou um elemento semelhante a um viróide (ou seja, viróides e satélites ) com captura de proteínas do capsídeo.[34]
- Varidnaviria é monofilético ou polifilético e pode ser anterior ao LUCA. O reino Bamfordvirae é provavelmente derivado do outro reino Helvetiavirae através da fusão de dois MCPs para ter um MCP com duas dobras de gelatina em vez de uma. O single jelly roll (SJR) fold MCPs de Helvetiavirae mostra uma relação com um grupo de proteínas que contêm dobras SJR, incluindo a superfamília Cupin e nucleoplasminas. Os vírus Archaeal dsDNA em Portogloboviridae contêm apenas um SJR-MCP vertical, que parece ter sido duplicado para dois para Halopanivirales, então o MCP de Portogloboviridae provavelmente representa um estágio anterior na história evolutiva de Varidnaviria MCPs.[5][31][30] No entanto, outro cenário foi posteriormente proposto em que os reinos Bamfordvirae e Helvetiavirae se originariam independentemente, sugerindo que a proteína Bamfordvirae DJR-MCP mantinha uma relação com a proteína bacteriana DUF 2961, levando a uma revisão do domínio Varidnaviria. É possível que o Bamfordvirae DJR-MCP evolua a partir desta proteína independentemente, porém a origem do DJR-MCP por duplicação do Helvetiavirae SJR-MCP ainda não pode ser descartada.[35] Uma análise filogenética molecular sugere que Helvetiavirae não teve envolvimento na origem do Bamfordvirae DJR-MCP e que provavelmente derivam da classe Tectiliviricetes.[36]

Embora os domínios geralmente não tenham relação genética entre si, há algumas exceções :
- Os vírus da família Podoviridae em Duplodnaviria codificam uma DNA polimerase que está relacionada com as DNA polimerases codificadas por muitos membros de Varidnaviria.[22]
- Os vírus eucarióticos no reino Shotokuvirae em Monodnaviria foram criados em várias ocasiões por eventos de recombinação que combinaram o DNA de plasmídeos ancestrais com DNA complementar (cDNA) de vírus de RNA de sentido positivo em Riboviria, pelos quais os vírus ssDNA em Shotokuvirae obtiveram proteínas do capsídeo de vírus de RNA.[3][31]
- A família Bidnaviridae em Monodnaviria foi criada através da integração de um genoma de parvovírus (de Monodnaviria ) em um polinton, uma molécula de DNA autorreplicante semelhante a um vírus, que está relacionada aos vírus em Varidnaviria. Além disso, os bidnavírus codificam uma proteína de ligação ao receptor herdada dos reovírus no domínio Riboviria.[37]

## Sub-domínio
Em virologia, o segundo nível mais alto de taxonomia estabelecido pelo ICTV é o subdomínio, que é o nível abaixo do domínio. Os sub-domínios dos vírus usam o sufixo- vira, os sub-domínios dos viróides usam o sufixo- viroida e os satélites usam o sufixo- satellitida. A classificação abaixo do sub-domínio é o reino. A partir de 2019, nenhum táxon foi descrito no nível de subdomínio.

## História
Antes do século 21, acreditava-se que as relações evolutivas profundas entre os vírus não poderiam ser descobertas devido às suas altas taxas de mutação e ao pequeno número de genes, dificultando a descoberta dessas relações. Por causa disso, a classificação taxonômica mais alta para vírus de 1991 a 2017 foi ordem. No século 21, no entanto, vários métodos foram desenvolvidos que permitiram o estudo dessas relações evolutivas mais profundas, incluindo a metagenômica, que identificou muitos vírus não identificados anteriormente e a comparação de características altamente conservadas, levando ao desejo de estabelecer padrões de alto nível. taxonomia de vírus.
Em duas votações em 2018 e 2019, o ICTV concordou em adotar um sistema de classificação de 15 níveis para vírus, variando de domínio a espécie. Riboviria foi estabelecido em 2018 com base na análise filogenética das polimerases dependentes de RNA sendo monofiléticas, Duplodnaviria foi estabelecido em 2019 com base em evidências crescentes de que bacteriófagos com cauda e herpesvírus compartilhavam muitas características, Monodnaviria foi estabelecida em 2019 após a relação e origem dos vírus CRESS-DNA ter sido resolvida, e Varidnaviria foi estabelecida em 2019 com base nas características compartilhadas dos vírus membros.